# Dopolavoro Sportivo Aquila-Montevarchi 1942-1943
Questa voce raccoglie le informazioni riguardanti il Dopolavoro Sportivo Aquila-Montevarchi nelle competizioni ufficiali della stagione 1942-1943.

## Rosa
| N. |                   | Ruolo | Calciatore        |
| -- | ----------------- | ----- | ----------------- |
|    | Italia (bandiera) | P     | S. Agliati        |
|    | Italia (bandiera) | P     | M. Babacci        |
|    | Italia (bandiera) | A     | I. Boncioni       |
|    | Italia (bandiera) | C     | Rossano Boni      |
|    | Italia (bandiera) | D     | S. Bracci         |
|    | Italia (bandiera) | A     | A. Cogliari       |
|    | Italia (bandiera) | D     | Renato Cappellini |
|    | Italia (bandiera) | C     | A. Curti          |
|    | Italia (bandiera) | C     | F. Donnini        |
|    | Italia (bandiera) | P     | I. Dotti          |

| N. |                   | Ruolo | Calciatore       |
| -- | ----------------- | ----- | ---------------- |
|    | Italia (bandiera) | C     | G. Livi          |
|    | Italia (bandiera) | A     | Tremto Loretti   |
|    | Italia (bandiera) | D     | Ilio Mazzanti    |
|    | Italia (bandiera) | A     | R. Nannicini     |
|    | Italia (bandiera) | D     | N. Orsini        |
|    | Italia (bandiera) | A     | O. Segato        |
|    | Italia (bandiera) | D     | Renato Sodini    |
|    | Italia (bandiera) | C     | Vinicio Targioni |
|    | Italia (bandiera) | D     | Orlando Tosi     |